# Cisek (gemeente)
De gemeente Cisek is een landgemeente in het Poolse woiwodschap Opole, in powiat Kędzierzyńsko-Kozielski.
De zetel van de gemeente is in Cisek.
Op 30 juni 2004 telde de gemeente 6892 inwoners.

## Oppervlakte gegevens
In 2002 bedroeg de totale oppervlakte van gemeente Cisek 70,89 km², waarvan:
- agrarisch gebied: 89%
- bossen: 1%

De gemeente beslaat 11,34% van de totale oppervlakte van de powiat.

## Demografie
Stand op 30 juni 2004:
| Omschrijving                   | Totaal | Totaal | Vrouwen | Vrouwen | Mannen | Mannen |
| ------------------------------ | ------ | ------ | ------- | ------- | ------ | ------ |
| eenheid                        | aantal | %      | aantal  | %       | aantal | %      |
| inwoners                       | 6892   | 100    | 3527    | 51,2    | 3365   | 48,8   |
| bevolkingsdichtheid (inw./km²) | 97,2   | 97,2   | 49,8    | 49,8    | 47,5   | 47,5   |

In 2002 bedroeg het gemiddelde inkomen per inwoner 1205,81 zł.

## Plaatsen
- Błażejowice
- Byczynica
- Cisek
- Dzielnica
- Kobylice
- Landzmierz
- Łany
- Miejsce Odrzańskie
- Nieznaszyn
- Podlesie
- Przewóz
- Roszowice
- Roszowicki Las
- Steblów
- Sukowice

## Aangrenzende gemeenten
Bierawa, Kędzierzyn-Koźle, Kuźnia Raciborska, Polska Cerekiew, Reńska Wieś, Rudnik